# Super Bowl XXVII
Super Bowl XXVII je bio završna utakmica 73. po redu sezone nacionalne lige američkog nogometa. U njoj su se sastali pobjednici NFC konferencije Dallas Cowboysi i pobjednici AFC konferencije Buffalo Billsi. Pobijedili su Cowboysi rezultatom 52:17, te tako osvojili svoj treći naslov prvaka.
Utakmica je odigrana na stadionu Rose Bowl u Pasadeni u Kaliforniji, kojoj je to bilo peto domaćinstvo Super Bowla, prvo nakon Super Bowla XXI 1987. godine.

## Tijek utakmice
| Četvrtina | Vrijeme | Momčad | Informacija o promjeni rezultata                                                       | Rezultat | Rezultat |
| Četvrtina | Vrijeme | Momčad | Informacija o promjeni rezultata                                                       | Cowboys  | Bills    |
| --------- | ------- | ------ | -------------------------------------------------------------------------------------- | -------- | -------- |
| 1         | 10:00   | BUF    | touchdown probijanjem (Thomas), uspješan pokušaj za dodatni poen (Christie)            | 0        | 7        |
| 1         | 1:36    | DAL    | touchdown dodavanjem (Aikman-Novacek), uspješan pokušaj za dodatni poen (Elliott)      | 7        | 7        |
| 1         | 1:21    | DAL    | touchdown nakon osvojenog fumblea (Jones), uspješan pokušaj za dodatni poen (Elliott)  | 14       | 7        |
| 2         | 3:24    | BUF    | field goal (Christie)                                                                  | 14       | 10       |
| 2         | 1:54    | DAL    | touchdown dodavanjem (Aikman-Irvin), uspješan pokušaj za dodatni poen (Elliott)        | 21       | 10       |
| 2         | 1:36    | DAL    | touchdown dodavanjem (Aikman-Irvin), uspješan pokušaj za dodatni poen (Elliott)        | 28       | 10       |
| 3         | 8:21    | DAL    | field goal (Elliott)                                                                   | 31       | 10       |
| 3         | 0:00    | BUF    | touchdown dodavanjem (Reich-Beebe), uspješan pokušaj za dodatni poen (Christie)        | 31       | 17       |
| 4         | 10:04   | DAL    | touchdown dodavanjem (Aikman-Harper), uspješan pokušaj za dodatni poen (Elliott)       | 38       | 17       |
| 4         | 8:12    | DAL    | touchdown probijanjem (Smith), uspješan pokušaj za dodatni poen (Elliott)              | 45       | 17       |
| 4         | 7:31    | DAL    | touchdown nakon osvojenog fumblea (Norton), uspješan pokušaj za dodatni poen (Elliott) | 52       | 17       |

## Statistika utakmice

### Statistika po momčadima
| Statistika                                                      | Dallas Cowboys | Buffalo Bills |
| --------------------------------------------------------------- | -------------- | ------------- |
| Prvih pokušaja                                                  | 20             | 22            |
| Ukupno osvojenih jardi                                          | 408            | 362           |
| Broj napada probijanjem                                         | 29             | 29            |
| Ukupno jardi osvojenih probijanjem                              | 137            | 108           |
| Broj napada s kompletiranim dodavanjem/ukupno napada dodavanjem | 22/30          | 22/38         |
| Ukupno jardi osvojenih dodavanjem                               | 271            | 254           |
| Izgubljenih lopti                                               | 2              | 9             |
| Prekršaji (izgubljenih jardi)                                   | 8 (53)         | 4 (30)        |
| Vrijeme posjeda lopte (min:s)                                   | 31:12          | 28:48         |

### Statistika po igračima
| Quarterback       | Dodavanja* | Yds** | TD*** | Int**** |
| ----------------- | ---------- | ----- | ----- | ------- |
| Troy Aikman (DAL) | 22/30      | 273   | 4     | 0       |
| Frank Reich (BUF) | 18/31      | 194   | 1     | 2       |

Napomena: * - broj kompletiranih dodavanja/ukupno dodavanja, ** - ukupno jardi dodavanja, *** - broj touchdownova (polaganja), **** - broj izgubljenih lopti